# Cavendish (hrabstwo Windsor)
Cavendish – jednostka osadnicza w Stanach Zjednoczonych, w stanie Vermont, w hrabstwie Windsor.